# Avanti!
Avanti! (br Avanti... Amantes à Italiana / pt Amor à Italiana ou O Amor à Italiana) é um filme de comédia romântica ítalo-estadunidense de 1972, realizado por Billy Wilder.

## Elenco
- Jack Lemmon: Wendell Armbruster Jr.
- Juliet Mills: Pamela Piggott
- Clive Revill: Carlo Carlucci
- Edward Andrews: J.J. Blodgett
- Gianfranco Barra: Bruno
- Franco Angrisano: Arnold Trotta
- Pippo Franco: Matarazzo
- Franco Acampora: Armando Trotta
- Giselda Castrini: Anna
- Lino Coletta: Cipriani
- Harry Ray: Dr. Fleischmann

## Sinopse
Wendell Armbruster Sr., um magnata americano, morre num acidente de carro na Itália e o seu filho, o também executivo, estressado e ocupado Wendell Armbruster Jr. (Jack Lemmon), viaja para lá para tratar do translado do corpo. Ao chegar ele toma conhecimento de que junto com o seu pai morreu uma mulher, a então desconhecida amante inglesa dele.

## Prémios e indicações
- Ganhou o Globo de Ouro de Melhor Actor - Comédia/Musical (Jack Lemmon), além de ter sido nomeado em outras cinco categorias:
  - Melhor Filme - Comédia/Musical
  - Melhor Realizador
  - Melhor Actriz - Comédia/Musical (Juliet Mills)
  - Melhor Actor Secundário (Clive Revill)
  - Melhor Argumento.